# Худа Шарави
Худа Шарави (арапски: هدى شعراوي, романизовано: Hudá Sha‘rāwī; 23. јун 1879 — 12. децембар 1947) је била пионирка египатског феминизма, суфражеткиња, националисткиња и оснивачица Египатске феминистичке уније.

## Рани живот и брак
Худа Шарави је рођена као Нур ал-Худа Мухамед Султан Шарави (арапски: نور الهدى محمد سلطان شعراوي) у горњоегипатском граду Минја у познатој египатској породици Шарави. Била је ћерка Мухамеда Султана Паше Шаравија, који је касније постао председник египатског посланичког дома. Њена мајка, Икбал Ханим, била је черкешког порекла и послата је из региона Кавказа да живи код стрица у Египту. Шарави је била образована у раном детињству заједно са својом браћом, проучавајући различите предмете као што су граматика и калиграфија на више језика. Детињство и рано одрасло доба провела је повучена у египатској заједници више класе. Након очеве смрти, била је под старатељством свог најстаријег рођака Алија Шаравија.
Са тринаест година била је удата за свог рођака Алија Шаравија, кога је султан именовао као законског старатеља своје деце и повереника његове имовине. Према научници Блиског истока Маргот Бадран, „накнадно одвајање од њеног мужа дало јој је времена за продужено формално образовање, као и неочекивани укус независности.“ Подучавале су је учитељице у Каиру. Шарави је писала поезију на арапском и француском језику. Шарави је касније испричала свој рани живот у својим мемоарима, Modhakkerātī („Моји мемоари“) који су преведени и скраћени у енглеску верзију Harem Years: The Memoirs of an Egyptian Feminist, 1879–1924.

## Национализам
Египатска револуција 1919. године је био протест предвођен женама које су се залагале за независност Египта од Британије и ослобађање мушких националистичких вођа. Припаднице женске египатске елите, као што је била Шарави, предводиле су масе демонстраната, док су жене ниже класе и жене са села пружале помоћ и учествовале у уличним протестима заједно са мушким активистима. Шарави је радила са својим мужем током револуције док је он био потпредседник Вафд партије. Паша Шарави ју је обавештавао како би могла да заузме његово место ако он или други чланови Вафда буду ухапшени. Централни комитет жена вафдиста, повезан са Вафдом, основан је 12. јануара 1920. године, након протеста 1919. године. Многе жене које су учествовале у протестима постале су чланице комитета, изабравши Худу Шарави за првог председника.
Године 1938. Шарави и ЕФУ су спонзорисали Источну конференцију жена за одбрану Палестине у Каиру.
Године 1945. добила је Орден врлина.

## Феминизам
У то време, жене у Египту су биле затворене у кућу или харем, што је сматрала веома заосталим системом. Шарави је негодовала због ограничења женских покрета, па је због тога почела да организује предавања за жене о темама које их занимају. Ово је по први пут довело многе жене из њихових домова и на јавна места, а Шарави је успела да их убеди да јој помогну да оснује друштво за добробит жена, како би прикупиле новац за сиромашне жене у Египту. Године 1910. Шарави је отворила школу за девојчице у којој се фокусирала на подучавање академских предмета, а не на практичне вештине.
Шарави је донела одлуку да престане да носи свој традиционални хиџаб након смрти њеног мужа 1922. године. По повратку са 9. конференције Међународног конгреса савеза жена за право гласа у Риму, скинула је вео и мантију, што је био сигнални догађај у историји египатског феминизма. Жене које су дошле да је поздраве биле су прво шокиране, а затим су пролетеле аплаузом, а неке од њих су скинуле вео и мантије.
У року од једне деценије од Худиног чина пркоса, многе Египћанке су престале да носе велове и мантије, све док се није десио ретроградни покрет. Њена одлука да скине вео и мантију била је део већег покрета жена и на њу је утицала египатска феминисткиња рођена у Француској Ежени Ле Брун, али је била у супротности са неким феминистичким мислиоцима попут Малак Хифни Насиф. Шарави је 1923. године основала и постала прва председница Египатске феминистичке уније. Карактеристично за либерални феминизам раног двадесетог века, ЕФУ је настојао да реформише законе који ограничавају личне слободе, као што су брак, развод и старатељство над децом.
Чак и као млада жена, показала је своју независност тако што је ушла у робну кућу у Александрији како би себи купила одећу, уместо да јој је донесу кући. Помогла је да се организују Mabarrat Muhammad 'Ali, организација за социјалне услуге за жене, 1909. године и Интелектуално удружење Египћанки 1914. године у којој је први пут путовала у Европу. Помогла је у вођењу првих женских уличних демонстрација током Египатске револуције 1919. године и изабрана је за председницу Централног комитета жена вафдиста. Почела је да одржава редовне састанке за жене у свом дому, и из тога је настала Египатска феминистичка унија. Покренула је двонедељни часопис L'Égyptienne 1925. године, како би рекламирала покрет.
Предводила је египатске женске пикете на отварању Парламента у јануару 1924. године и поднела листу националистичких и феминистичких захтева, које је влада вафдиста игнорисала, након чега је дала оставку из Централног комитета жена вафдиста. Водила је Египатску феминистичку унију до своје смрти, издавајући феминистички часопис L'Égyptienne и представљајући Египат на конгресима жена у Грацу, Паризу, Амстердаму, Берлину, Марсељу, Истанбулу, Бриселу, Будимпешти, Копенхагену, Интерлакену и Женеви. Залагала се за мир и разоружање. Чак и ако су само неки од њених захтева били испуњени током њеног живота, она је поставила темеље за каснија достигнућа Египћанки и остала је симболични заставник њиховог покрета за ослобођење. Тврдње да је наставила да носи мантију су лажне. То доказује и чињеница да у њено време још ниједна жена није носила мантије.
Велику биографију на енглеском језику о Худи Шарави написала је Санија Шарави Ланфранчи 2012. године..

## Сусрет са Ататурком
Дванаеста међународна конференција жена одржана је у Истанбулу, Турска, 18. априла 1935. године, а Худа Шарави је била председница и једна од дванаест жена. Конференција је изабрала Худу за потпредседницу Међународне женске уније, а сматрала је Ататурка узором за њу и његове поступке.
Она је у својим мемоарима написала: „По завршетку Истанбулске конференције, добили смо позив да присуствујемо прослави коју је одржао Мустафа Кемал Ататурк, ослободилац модерне Турске. У салону поред његове канцеларије, позвани делегати стајали су у полукруг, а после неколико тренутака врата су се отворила и ушао ује Ататурк окружен ореолом величанства и величине, и осећањем престижа превладао. Почаствована, када је дошао мој ред, разговарала сам директно с њим без преводиоца, а сцена је била јединствена за оријенталну жену која је стајала за Међународни женски ауторитет и држала говор на турском језику изражавајући дивљење и захвалност Египћанкама за ослободилачки покрет који је водио у Турској... Ако су те Турци сматрали достојанством свог оца и звали су те Ататурк, ја кажем да то није довољно, али ти си за нас „Atasharq“ (отац Истока)... Много ми је захвалио на великом утицају, а онда сам га замолила да нам представи слику његове екселенције за објављивање у часопису L'Égyptienne."

## Филантропија
Шарави је током свог живота била укључена у филантропске пројекте. Године 1909. створила је прво филантропско друштво које су водиле Египћанке (Mabarrat Muhammad 'Ali), нудећи социјалне услуге за сиромашне жене и децу. Тврдила је да су пројекти социјалних услуга које воде жене важни из два разлога. Прво, ангажовањем у таквим пројектима, жене би прошириле своје видике, стекле практична знања и усмериле свој фокус ка споља. Друго, такви пројекти би оспорили став да су све жене створења задовољства и бића којима је потребна заштита. За Шарави, проблеми сиромашних требало је да се реше кроз добротворне активности богатих, посебно кроз донације образовним програмима. Имајући донекле романтизован поглед на животе сиромашних жена, она их је посматрала као пасивне примаоце социјалних услуга, које не треба консултовати о приоритетима или циљевима. Богати су, заузврат, били „чувари и заштитници нације.“

## Посвете
Шарави је приказана у песми „The Lioness” енглеског кантаутора Френка Тарнера на његовом албуму No Man's Land из 2019. године.
Гугл је 23. јуна 2020. године прославио њен 141. рођендан уз Google Doodle логотип.